# アメノヒボコ

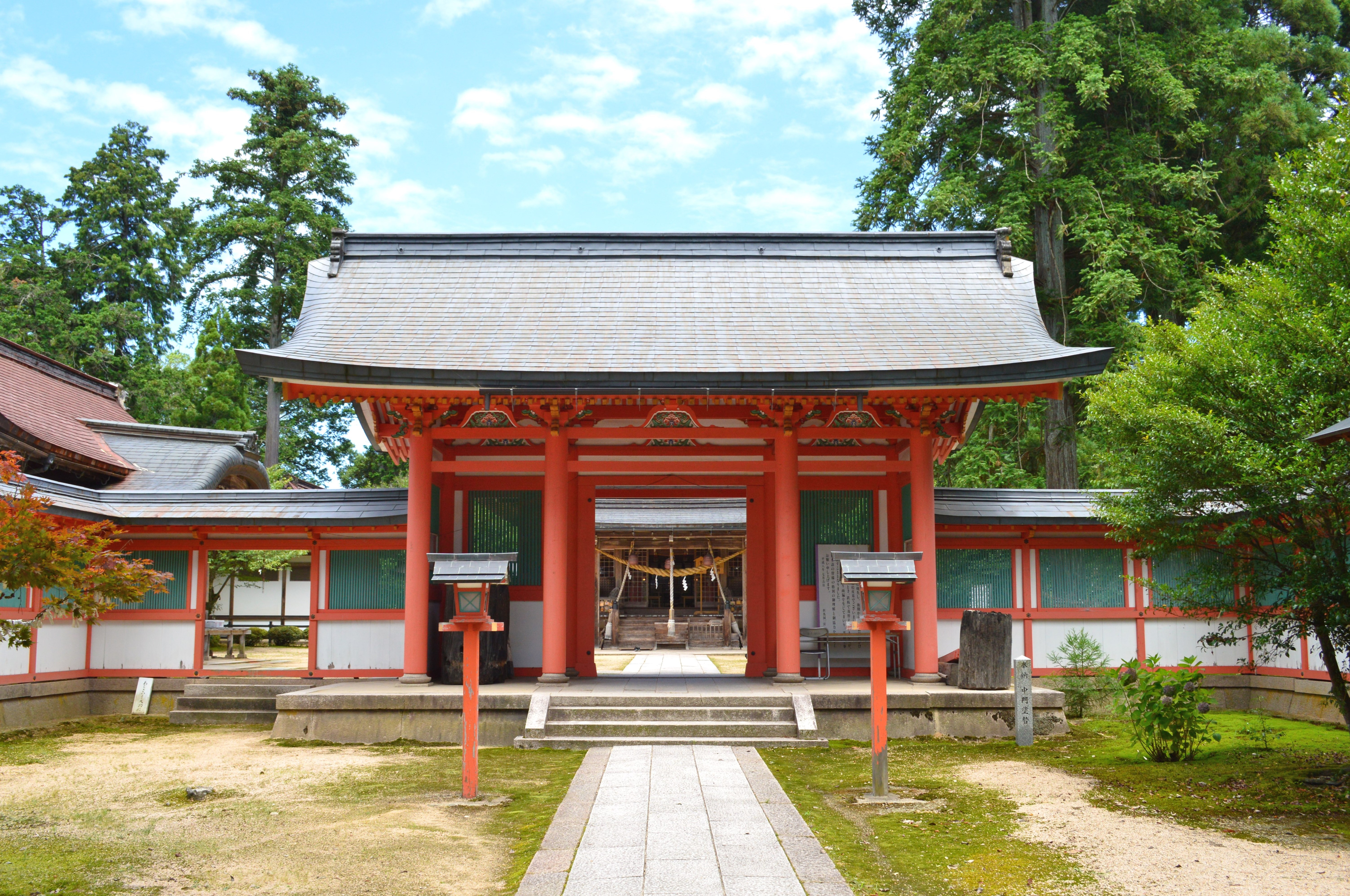
出石神社（兵庫県豊岡市）アメノヒボコが将来した神宝の神霊、およびアメノヒボコの神霊を祭神に祀る。

アメノヒボコは、記紀等に伝わる朝鮮半島の新羅からの新羅人または渡来神。
『日本書紀』では「天日槍」、『古事記』では「天之日矛」、他文献では「日桙（ひぼこ）」のほか「天日槍命」・「天日桙命」・「海檜槍（あまのひぼこ）」とも表記される。
『日本神話』・『古事記』等では渡来人、『播磨国風土記』では渡来神と位置づけて記述される。

## 記録

### 日本書紀

#### 垂仁天皇3年条
『日本書紀』では、垂仁天皇3年3月条において新羅王子の天日槍が渡来したと記す。その際に次の7物、
- 羽太の玉（はふとのたま） 1箇
- 足高の玉（あしたかのたま） 1箇
- 鵜鹿鹿の赤石の玉（うかかのあかしのたま） 1箇
- 出石の小刀（いづしのかたな） 1口
- 出石の桙（いづしのほこ） 1枝
- 日鏡（ひのかがみ） 1面
- 熊の神籬（くまのひもろき） 1具

を持ってきて、これらを但馬国に納め永く神宝としたという。
垂仁天皇紀3年条一云の系図
|      |      |      |      |      |      |            |        |        |        |        |        |  |  | 太耳   |        |        |        |        |        |
|      |      |      |      |      |      |            |        |        |        |        |        |  |  |        |        |        |        |        |        |
|      |      |      |      |      |      |            |        |        |        |        |        |  |  |        |        |        |        |        |        |
| 知古 | 知古 | 知古 | 知古 | 知古 | 知古 | 天日槍     | 天日槍 | 天日槍 | 天日槍 | 天日槍 | 天日槍 |  |  | 麻多烏 | 麻多烏 | 麻多烏 | 麻多烏 | 麻多烏 | 麻多烏 |
| 知古 | 知古 | 知古 | 知古 | 知古 | 知古 | 天日槍     | 天日槍 | 天日槍 | 天日槍 | 天日槍 | 天日槍 |  |  | 麻多烏 | 麻多烏 | 麻多烏 | 麻多烏 | 麻多烏 | 麻多烏 |
|      |      |      |      |      |      |            |        |        |        |        |        |  |  |        |        |        |        |        |        |
|      |      |      |      |      |      |            |        |        |        |        |        |  |  |        |        |        |        |        |        |
|      |      |      |      |      |      | 但馬諸助   |        |        |        |        |        |  |  |        |        |        |        |        |        |
|      |      |      |      |      |      |            |        |        |        |        |        |  |  |        |        |        |        |        |        |
|      |      |      |      |      |      | 但馬日楢杵 |        |        |        |        |        |  |  |        |        |        |        |        |        |
|      |      |      |      |      |      |            |        |        |        |        |        |  |  |        |        |        |        |        |        |
|      |      |      |      |      |      | 清彦       |        |        |        |        |        |  |  |        |        |        |        |        |        |
|      |      |      |      |      |      |            |        |        |        |        |        |  |  |        |        |        |        |        |        |
|      |      |      |      |      |      | 田道間守   |        |        |        |        |        |  |  |        |        |        |        |        |        |

同条に記された別伝によると、天日槍は初め播磨国に停泊して宍粟邑にいた。これに対し、天皇は大友主（三輪氏祖）と長尾市（倭氏祖）とを播磨に派遣して天日槍の尋問をさせた。この時、天日槍は新羅王子であると自称し、日本に聖皇がいると聞いたので新羅を弟の知古（ちこ）に任せて自分は日本への帰属を願ってやって来た、と語った。そして次の8物、
- 葉細の珠（はほそのたま）
- 足高の珠
- 鵜鹿鹿の赤石の珠
- 出石の刀子
- 出石の槍
- 日鏡
- 熊の神籬
- 胆狭浅の大刀（いささのたち）

を献上した。そこで天皇は播磨国宍粟邑と淡路島出浅邑の2邑に天日槍の居住を許したが、天日槍は諸国を遍歴し適地を探すことを願ったので、これを許した。そこで天日槍は、菟道河（宇治川）を遡って近江国吾名邑にしばらくいたのち、近江から若狭国を経て但馬国に至って居住した。近江国鏡村の谷の陶人（すえびと）が天日槍の従者となったのは、これに由来するという。また天日槍は但馬国出島（出石に同じ）の太耳の娘の麻多烏（またお）を娶り、麻多烏との間の子に但馬諸助（もろすく）を儲けた。そしてこの諸助は但馬日楢杵（ひならき）を儲け、日楢杵は清彦（きよひこ）を、清彦は田道間守を儲けたという。

#### 垂仁天皇88年条
垂仁天皇紀88年条の系図
|          |        |        |        |        |        |  |  | 前津耳 （前津見/太耳） |          |          |          |          |          |
|          |        |        |        |        |        |  |  |                        |          |          |          |          |          |
| 天日槍   | 天日槍 | 天日槍 | 天日槍 | 天日槍 | 天日槍 |  |  | 麻拕能烏               | 麻拕能烏 | 麻拕能烏 | 麻拕能烏 | 麻拕能烏 | 麻拕能烏 |
| 天日槍   | 天日槍 | 天日槍 | 天日槍 | 天日槍 | 天日槍 |  |  | 麻拕能烏               | 麻拕能烏 | 麻拕能烏 | 麻拕能烏 | 麻拕能烏 | 麻拕能烏 |
|          |        |        |        |        |        |  |  |                        |          |          |          |          |          |
|          |        |        |        |        |        |  |  |                        |          |          |          |          |          |
| 但馬諸助 |        |        |        |        |        |  |  |                        |          |          |          |          |          |
|          |        |        |        |        |        |  |  |                        |          |          |          |          |          |
| ○        |        |        |        |        |        |  |  |                        |          |          |          |          |          |
|          |        |        |        |        |        |  |  |                        |          |          |          |          |          |
| 清彦     |        |        |        |        |        |  |  |                        |          |          |          |          |          |

『日本書紀』垂仁天皇88年7月条によると、新羅王子を自称する天日槍が持って来た但馬の神宝を見たいと天皇が言ったので、使者を遣わし天日槍曾孫の清彦に勅命を下して献上させた。その神宝とは次の5物、
- 羽太の玉 1箇
- 足高の玉 1箇
- 鵜鹿鹿の赤石の玉 1箇
- 日鏡 1面
- 熊神籬 1具

であった。ただしこれらとは別に「出石（いづし）」という名の小刀1口があったが、清彦は献上を望まなかったので袍の中に隠して身に帯びていた。しかし天皇が清彦を遇しようと御所で酒を与えたとき、その小刀が袍の中から出た。清彦は隠し通すことを断念し、これが神宝の1つであることを言上すると、天皇はこれと他の神宝とを一緒にして神府（みくら：奈良県天理市の石上神宮の神府か）に納めた。そのしばらくのち、天皇が神府を開くと小刀が自然になくなっており、清彦に人を遣わして問いただすと、清彦は小刀が自然と清彦の家に来たがその日の朝にはなくなったと言った。天皇は畏れそれ以上は小刀を求めることをやめたが、一方の小刀はのちに自然と淡路島に至り発見されたので島人により祠に祀られたとする。
また、同条では続けて昔話として、新羅王子の天日槍が小舟に乗って但馬国に停泊し、そのまま但馬に留まったと伝える。そして天日槍は但馬国の前津耳（一云に前津見または太耳）の娘の麻拕能烏（またのお）を娶り、麻拕能烏との間に但馬諸助を儲けたとし、これが清彦の祖父であるという。

#### その他
後述の『古事記』では、比売碁曾社（比売許曾神社）の由来が天日槍と阿加流比売神の伝承として記述されるが、『日本書紀』では垂仁天皇2年条の注において都怒我阿羅斯等とその妻の伝承として記述されている。

### 古事記
応神天皇記の系図
| 多遅摩之俣尾 |            |            |            |            |            |                |              |              |              |              |              |                                            |          |          |          |          |          |              |              |              |              |              |              |            |            |            |            |            |            |
|              |            |            |            |            |            |                |              |              |              |              |              |                                            |          |          |          |          |          |              |              |              |              |              |              |            |            |            |            |            |            |
| 前津見       | 前津見     | 前津見     | 前津見     | 前津見     | 前津見     |                |              |              |              |              |              | 天之日矛                                   | 天之日矛 | 天之日矛 | 天之日矛 | 天之日矛 | 天之日矛 |              |              | 阿加流比売   | 阿加流比売   | 阿加流比売   | 阿加流比売   | 阿加流比売 | 阿加流比売 |            |            |            |            |
| 前津見       | 前津見     | 前津見     | 前津見     | 前津見     | 前津見     |                |              |              |              |              |              | 天之日矛                                   | 天之日矛 | 天之日矛 | 天之日矛 | 天之日矛 | 天之日矛 |              |              | 阿加流比売   | 阿加流比売   | 阿加流比売   | 阿加流比売   | 阿加流比売 | 阿加流比売 |            |            |            |            |
|              |            |            |            |            |            |                |              |              |              |              |              |                                            |          |          |          |          |          |              |              |              |              |              |              |            |            |            |            |            |            |
|              |            |            |            |            |            | 多遅摩母呂須玖 |              |              |              |              |              |                                            |          |          |          |          |          |              |              |              |              |              |              |            |            |            |            |            |            |
|              |            |            |            |            |            |                |              |              |              |              |              |                                            |          |          |          |          |          |              |              |              |              |              |              |            |            |            |            |            |            |
|              |            |            |            |            |            | 多遅摩斐泥     |              |              |              |              |              |                                            |          |          |          |          |          |              |              |              |              |              |              |            |            |            |            |            |            |
|              |            |            |            |            |            |                |              |              |              |              |              |                                            |          |          |          |          |          |              |              |              |              |              |              |            |            |            |            |            |            |
|              |            |            |            |            |            | 多遅摩比那良岐 |              |              |              |              |              |                                            |          |          |          |          |          |              |              |              |              |              |              |            |            |            |            |            |            |
|              |            |            |            |            |            |                |              |              |              |              |              |                                            |          |          |          |          |          |              |              |              |              |              |              |            |            |            |            |            |            |
|              |            |            |            |            |            |                |              |              |              |              |              |                                            |          |          |          |          |          |              |              |              |              |              |              |            |            |            |            |            |            |
| 多遅麻毛理   | 多遅麻毛理 | 多遅麻毛理 | 多遅麻毛理 | 多遅麻毛理 | 多遅麻毛理 |                |              |              |              |              |              | 清日子                                     | 清日子   | 清日子   | 清日子   | 清日子   | 清日子   |              |              |              |              |              |              | 当摩之咩斐 | 当摩之咩斐 | 当摩之咩斐 | 当摩之咩斐 | 当摩之咩斐 | 当摩之咩斐 |
| 多遅麻毛理   | 多遅麻毛理 | 多遅麻毛理 | 多遅麻毛理 | 多遅麻毛理 | 多遅麻毛理 |                |              |              |              |              |              | 清日子                                     | 清日子   | 清日子   | 清日子   | 清日子   | 清日子   |              |              |              |              |              |              | 当摩之咩斐 | 当摩之咩斐 | 当摩之咩斐 | 当摩之咩斐 | 当摩之咩斐 | 当摩之咩斐 |
|              |            |            |            |            |            |                |              |              |              |              |              |                                            |          |          |          |          |          |              |              |              |              |              |              |            |            |            |            |            |            |
|              |            |            |            |            |            |                |              |              |              |              |              |                                            |          |          |          |          |          |              |              |              |              |              |              |            |            |            |            |            |            |
|              |            |            |            |            |            |                |              |              |              |              |              | 酢鹿之諸男                                 |          |          |          |          |          |              |              |              |              |              |              |            |            |            |            |            |            |
|              |            |            |            |            |            | 多遅摩比多訶   | 多遅摩比多訶 | 多遅摩比多訶 | 多遅摩比多訶 | 多遅摩比多訶 | 多遅摩比多訶 |                                            |          |          |          |          |          | 菅竈由良度美 | 菅竈由良度美 | 菅竈由良度美 | 菅竈由良度美 | 菅竈由良度美 | 菅竈由良度美 |            |            |            |            |            |            |
|              |            |            |            |            |            | 多遅摩比多訶   | 多遅摩比多訶 | 多遅摩比多訶 | 多遅摩比多訶 | 多遅摩比多訶 | 多遅摩比多訶 |                                            |          |          |          |          |          | 菅竈由良度美 | 菅竈由良度美 | 菅竈由良度美 | 菅竈由良度美 | 菅竈由良度美 | 菅竈由良度美 |            |            |            |            |            |            |
|              |            |            |            |            |            |                |              |              |              |              |              |                                            |          |          |          |          |          |              |              |              |              |              |              |            |            |            |            |            |            |
|              |            |            |            |            |            |                |              |              |              |              |              | 葛城之高額比売命 （息長宿禰王妻）          |          |          |          |          |          |              |              |              |              |              |              |            |            |            |            |            |            |
|              |            |            |            |            |            |                |              |              |              |              |              |                                            |          |          |          |          |          |              |              |              |              |              |              |            |            |            |            |            |            |
|              |            |            |            |            |            |                |              |              |              |              |              | 息長帯比売命 （神功皇后） （仲哀天皇皇后） |          |          |          |          |          |              |              |              |              |              |              |            |            |            |            |            |            |

『古事記』応神天皇記では、その昔に新羅王子という天之日矛が渡来したとし、その渡来の理由を次のように記す。
新羅国には「阿具奴摩（あぐぬま、阿具沼）」という名の沼があり、そのほとりで卑しい女が1人昼寝をしていた。そこに日の光が虹のように輝いて女の陰部を差し、女は身ごもって赤玉を産んだ。この一連の出来事を窺っていた卑しい男は、その赤玉をもらい受ける。しかし、男が谷間で牛を引いていて国王の子の天之日矛に遭遇した際、天之日矛に牛を殺すのかと咎められたので、男は許しを乞うて赤玉を献上した。
天之日矛は玉を持ち帰り、それを床のあたりに置くと玉は美しい少女の姿になった。そこで天之日矛はその少女と結婚して正妻とした。しかしある時に天之日矛が奢って女を罵ると、女は祖国に帰ると言って天之日矛のもとを去り、小船に乗って難波へ向いそこに留まった。これが難波の比売碁曾（ひめごそ）の社の阿加流比売神であるという（大阪府大阪市の比売許曾神社に比定）。
天之日矛は妻が逃げたことを知り、日本に渡来して難波に着こうとしたが、浪速の渡の神（なみはやのわたりのかみ）が遮ったため入ることができなかった。そこで再び新羅に帰ろうとして但馬国に停泊したが、そのまま但馬国に留まり多遅摩之俣尾（たじまのまたお）の娘の前津見（さきつみ）を娶り、前津見との間に多遅摩母呂須玖（たじまのもろすく）を儲けた。そして多遅摩母呂須玖から息長帯比売命（神功皇后：第14代仲哀天皇皇后）に至る系譜を伝える（系図参照）。また天之日矛が伝来した物は「玉津宝（たまつたから）」と称する次の8種、
- 珠 2貫
- 浪振る比礼（なみふるひれ）
- 浪切る比礼（なみきるひれ）
- 風振る比礼（かぜふるひれ）
- 風切る比礼（かぜきるひれ）
- 奥津鏡（おきつかがみ）
- 辺津鏡（へつかがみ）

であったとする。そしてこれらは「伊豆志之八前大神（いづしのやまえのおおかみ）」と称されるという（兵庫県豊岡市の出石神社祭神に比定）。『古事記』では、その後続けてこの伊豆志大神についての物語が記される。

### 風土記

#### 播磨国風土記

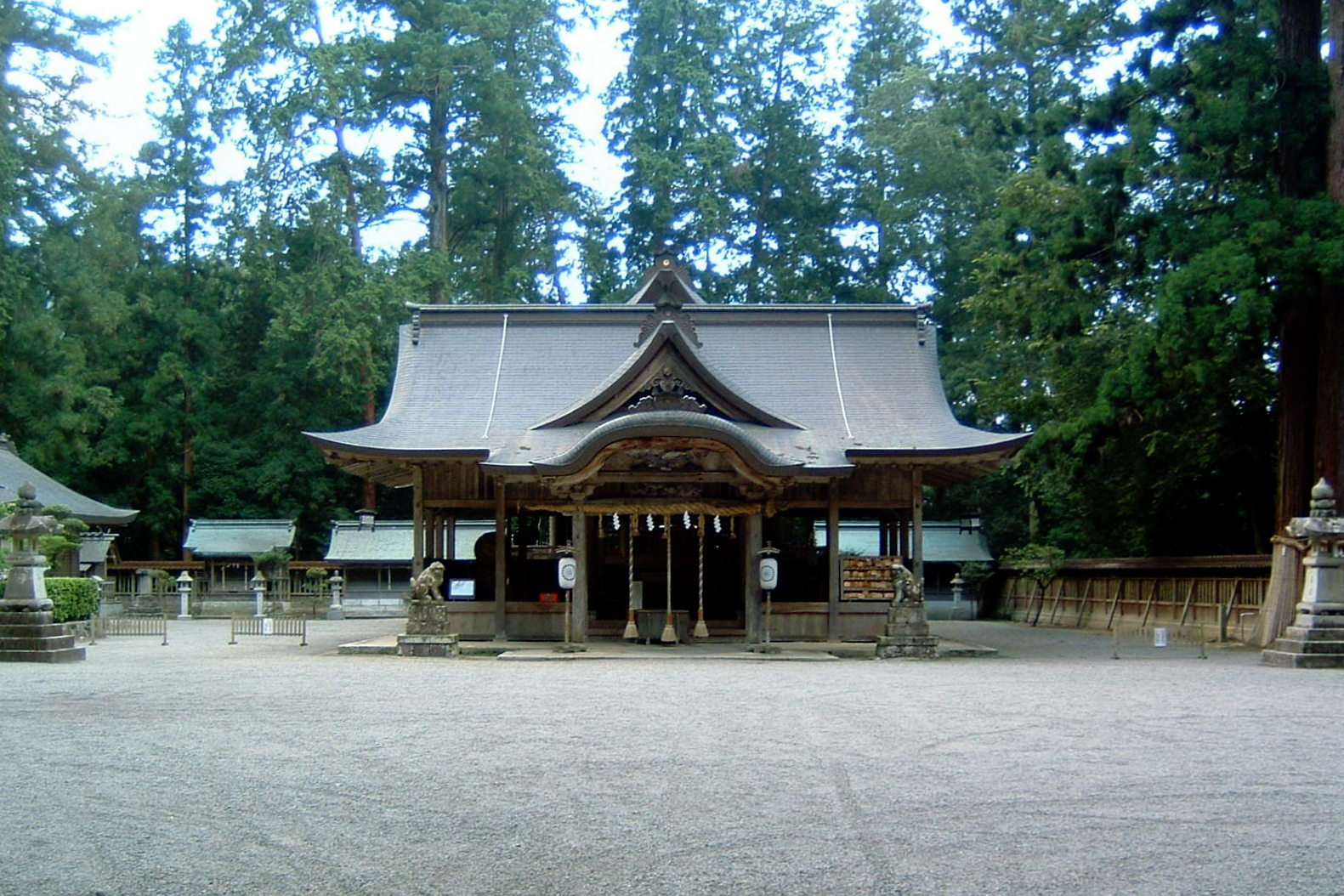
伊和大神を祀る伊和神社（兵庫県宍粟市）

『播磨国風土記』では、天日槍について次のような地名起源説話が記されている。
- 揖保郡揖保里 粒丘条
客神（外来神）の天日槍命が、韓の国から海を渡って宇頭川（揖保川・林田川の合流点付近か[7]）の川辺に着き、当地の長たる葦原志挙乎命（あしはらのしこおのみこと）に宿所としての土地を求めると、志挙は海中に宿ることのみを許した。これを受けて天日槍命は剣で海をかき回し、出来た島に宿った。志挙はその霊力に畏れをなし、天日槍命よりも先に国を抑えるべく北上し、粒丘に至って食事を取った。その時に口から飯粒が落ちたため、「粒丘（いいぼおか）」と称されるという（たつの市揖保町揖保上の北のナカジン山に比定[7]）[8][2]。
- 宍禾郡比治里 川音村条
天日槍命が村に泊まって「川の音がとても高い」と言ったので「川音村（かわとのむら）」と称されるという（宍粟市山崎町川戸付近に比定[7]）[9][2]。
- 宍禾郡比治里 奪谷条
葦原志許乎命と天日槍命の2神が谷を奪い合ったので、「奪谷（うばいだに）」と称されるという[9][2]。
- 宍禾郡高家里条
天日槍命が「この村の高さは他の村に優っている」と言ったので「高家（たかや）」と称されるという（宍粟市山崎町庄能から山崎付近に比定[7]）[10][2]。
- 宍禾郡柏野里 伊奈加川条
葦原志許乎命と天日槍命が土地の占有争いをした時、いななく馬がこの川で2神に遭遇したため「伊奈加川（いなかがわ）」と称されるという（菅野川に比定[7]）[10][2]。
- 宍禾郡雲箇里 波加村条
伊和大神の国占有の時、天日槍命が先に着き、大神は後から来たが、大神が「対策をはかりも（考えも）しなかったから天日槍命が先に着いたのか」と言ったので「波加村（はかのむら）」と称されるという（宍粟市波賀町安賀・有賀・上野付近に比定[7]）[11][2]。
- 宍禾郡御方里条
葦原志許乎命と天日槍命が黒土の志尓嵩（くろつちのしにたけ）に至り、それぞれ黒葛を足に付けて投げた。葦原志許乎命の黒葛のうち1本は但馬気多郡、1本は夜夫郡（養父郡）、1本はこの村に落ちた。そのため「三条（みかた）」と称されるという。一方、天日槍命の黒葛は全て但馬に落ちたので、天日槍命は伊都志（出石）の土地を自分のものとしたという。また別伝として、大神が形見に御杖を村に立てたので「御形（みかた）」と称されるともいう（宍粟市一宮町の北半部に比定[7]）[11][2]。
- 神前郡多駝里 粳岡条
伊和大神と天日桙命の2神が軍を起こして戦った際、大神の軍が集まって稲をつき、その糠が集まって丘となったが、その箕を落とした糠を墓といい、また「城牟礼山（きむれやま）」というとする（姫路市船津町八幡の糠塚に比定[7]）[12]（別伝は省略）。
- 神前郡多駝里 八千軍条
天日桙命の軍兵が8,000人あったため「八千軍野（やちぐさの）」と称されるという（神崎郡福崎町八千種付近に比定[7]）[12]。

#### 筑前国風土記
『筑前国風土記』逸文（『釈日本紀』所引）によると、足仲彦天皇（仲哀天皇）による球磨・囎唹（くま・そお：総じて熊襲）征伐のための筑紫行幸の際、怡土県主（いとのあがたぬし：福岡県糸島市付近の県主）らの祖の五十迹手（いとで）が出迎えた。五十迹手はその言の中で、自分を高麗国（朝鮮の総称か）の意呂山（不詳。一説に蔚山）に天降った日桙の後裔としている。

#### その他
アメノヒボコの名はないが関連伝承として、『摂津国風土記』逸文（『萬葉集註釈』所引）によると、応神天皇の時に新羅国の女神が夫のもとを逃れ、筑紫国の「伊波比乃比売島」に住んだ（豊後国ながら大分県の姫島か）。しかしこの島はまだ新羅から遠くないため男がやって来るだろうと、さらに摂津国の比売島松原に移った。そしてその地名「比売島」は元の島の名を取ったことに由来する、という。
また『豊前国風土記』逸文（『宇佐宮託宣集』所引）では、新羅国の神がやって来て田河郡鹿春郷の付近に住み「鹿春の神（かはるのかみ/かわらのかみ）」と称されたとする伝承を記す（福岡県田川郡香春町の香春神社に比定）。

### 古語拾遺
大同2年（807年）編纂の『古語拾遺』では垂仁天皇条において、新羅王子の海檜槍（あまのひぼこ）が渡来し、但馬国出石郡に大社（出石神社）をなしたとする。

## 霊廟
アメノヒボコに関わる神社としては、但馬国一宮の出石神社（兵庫県豊岡市出石町宮内）が知られる。この神社は『延喜式』神名帳では但馬国出石郡の名神大社として「伊豆志坐神社八座」と記載されるが、これは『古事記』の「伊豆志之八前大神」とも一致することから、『古事記』編纂の8世紀初頭に遡る頃から8柱の神々が祀られていたと見られる。現在では、アメノヒボコが将来した八種神宝の神霊が「伊豆志八前大神」として祀られるとともに、アメノヒボコの神霊が併せ祀られている。この出石神社の創祀は、社伝を別とすると、実際にはアメノヒボコを奉じる朝鮮系渡来人の一族がその将来した宝物を祀ったことによると推測される。但馬地方では、出石神社のほかにも関係社数社の分布が知られる（「信仰」節参照）。

## 後裔氏族
上記のように、アメノヒボコは『日本書紀』『古事記』では但馬諸助（多遅摩母呂須玖）から神功皇后に至る諸人物の祖、また『筑前国風土記』逸文では怡土県主らの祖とされる。
『新撰姓氏録』では、次の氏族が後裔として記載されている。
- 左京諸蕃 橘守 - 三宅連同祖。天日桙命の後。
- 右京諸蕃 三宅連 - 新羅国王子の天日桙命の後。
- 大和国諸蕃 糸井造 - 三宅連同祖。新羅国人の天日槍命の後。
- 摂津国諸蕃 三宅連 - 新羅国王子の天日桙命の後。

## 考証
| 古事記   | 日本書紀 垂仁3年条本文 | 日本書紀 垂仁3年条別伝 | 日本書紀 垂仁88年条 |
| -------- | ---------------------- | ---------------------- | ------------------- |
| 珠2貫    | 羽太玉                 | 葉細珠                 | 羽太玉              |
| 浪振比礼 | 足高玉                 | 足高珠                 | 足高玉              |
| 浪切比礼 | 鵜鹿鹿赤石玉           | 鵜鹿鹿赤石珠           | 鵜鹿鹿赤石玉        |
| 風振比礼 | 出石小刀               | 出石刀子               | 出石小刀            |
| 風切比礼 | 出石桙                 | 出石槍                 |                     |
| 奥津鏡   | 日鏡                   | 日鏡                   | 日鏡                |
| 辺津鏡   | 熊神籬                 | 熊神籬                 | 熊神籬              |
|          |                        | 胆狭浅大刀             |                     |
| 計8種    | 計7種                  | 計8種                  | 計6種               |

アメノヒボコ伝説は『日本書紀』『古事記』のうちで代表的な渡来伝承になるが、一般には1人の歴史上の人物の説話ではなく、朝鮮半島の土着民渡来人集団をアメノヒボコという始祖神に象徴した説話ではないかという考えもある。「アメノヒボコ（天日槍/天之日矛）」の名称自体も日本名（もしくは新羅名）であり、出石地域を中心とする朝鮮渡来系一族（出石族）が奉斎した「日矛/日槍」を人格化したことに由来する意見もある。この氏族の渡来の時期は定かでなく、出石神社が弥生遺跡の中心地に位置することや蹴裂による開拓伝承の存在から農耕伝来の時期とする説がある一方、『日本書紀』の「陶人」という記述から須恵器生産の始まる5世紀以降と推測する説がある。また、アメノヒボコの伝承地では鉄文化との関わりが見られることから、須恵器・製鉄技術伝来の伝承を背景に見る説もある。『播磨国風土記』において播磨の地方神たる葦原志挙乎（葦原志許乎）または伊和大神との争いが記されることも、その渡来の様子の一面を表す伝承として注目されている。
この天日槍の一族に関して、日光感精による懐妊説話が（高句麗の高朱蒙など）朝鮮・満州にみられる神話であることから、元々は日矛を祭祀具に持つ半島系の日神信仰を持つ集団であったと想定する見方も存在する。また赤玉についても、朱蒙の卵生説話など遊牧民族系伝承と類似しているが、この赤玉はその日神祭祀における太陽の象徴品と見られる。加えて『日本書紀』に記される播磨→近江→若狭→但馬という遍歴は、この集団の移動または分布を反映するといわれる。この出石族の氏については「出石君（いずしのきみ/いづしのきみ）」と称したとする説もあるが、古代但馬の人物としては見えないため明らかでなく、一族自体が比較的早期（記紀編纂の頃まで）に衰退したともいわれる。出石君とは別に三宅氏と見る説もあり、その説ではヤマト王権が屯倉経営を行う6世紀以後に、出石神社奉斎氏族が三宅氏を称し始めたとする。

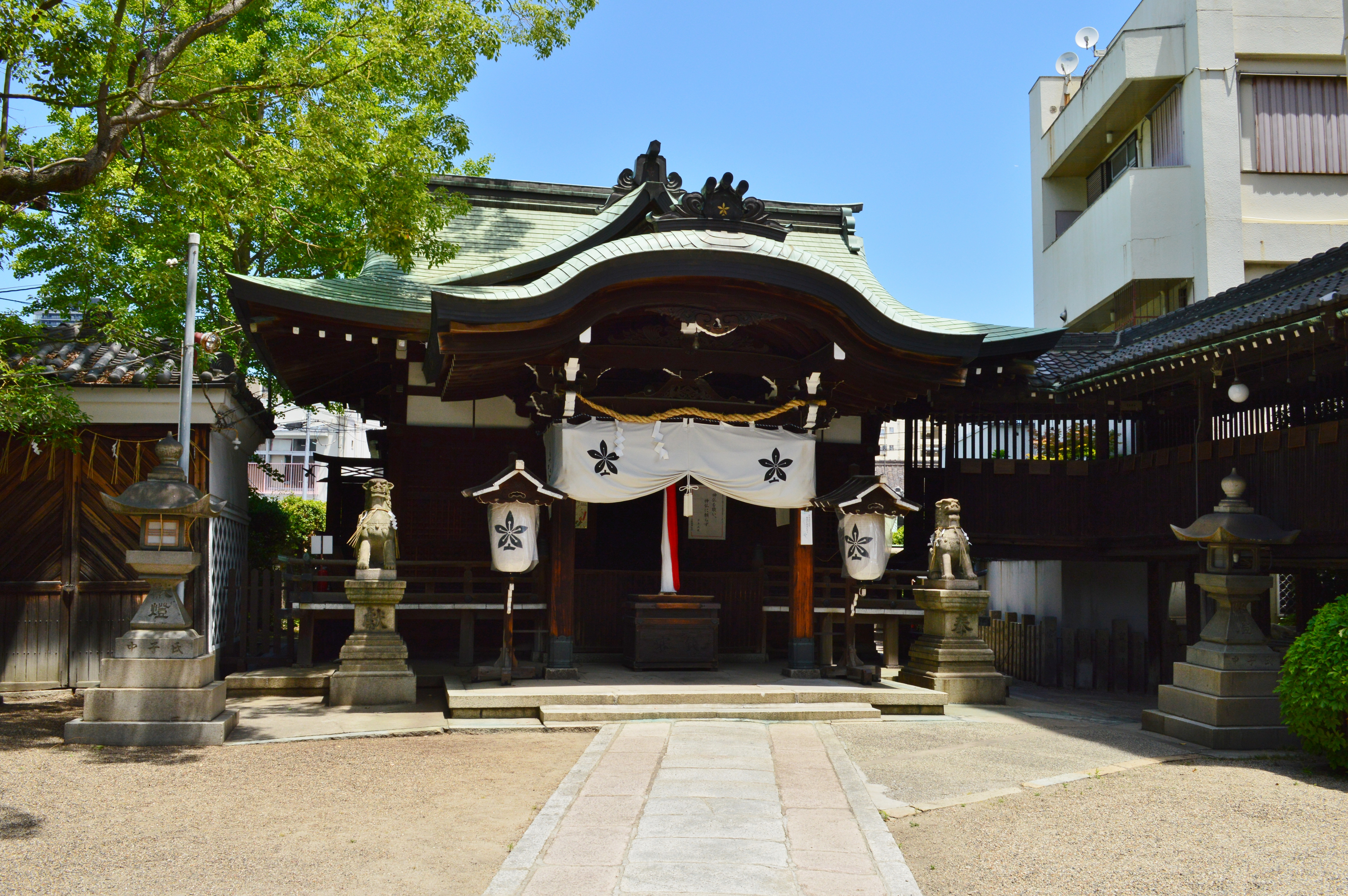
比売許曾神社（大阪府大阪市）

『古事記』中に見えるアカルヒメを祀る「比売碁曾社」に関しては、『延喜式』神名帳での摂津国東生郡の「比売許曾神社」、現在の比売許曾神社（大阪府大阪市、北緯34度40分1.28秒 東経135度32分3.01秒 / 北緯34.6670222度 東経135.5341694度）に比定される。大阪市付近では式内社として赤留比売命神社（杭全神社飛地境内社、北緯34度37分21.22秒 東経135度33分30.99秒 / 北緯34.6225611度 東経135.5586083度）の分布も知られるが、この伝承に関わるアカルヒメは元々は日矛を祀った巫女を表すといわれる。このようなヒメコソの神の伝承は『日本書紀』垂仁天皇紀にも記され、そちらでは都怒我阿羅斯等（つぬがあらしと）の伝承として記述されるが、その伝承はアメノヒボコ伝説と同工異曲のため同一の神に関する伝承と見られている。「天日槍」の名称自体についても、「ツヌガ（角干：新羅の最高官位）アラシト（日の御子の名）」の日本名になるという説もある。
なお、『筑前国風土記』逸文ではアメノヒボコ後裔として怡土県主一族が見えるが、この怡土郡周辺（現・福岡県糸島市付近）を渡来系集団の最初の上陸地と推測する説もある。また、この怡土地域を始めとしてアメノヒボコ・都怒我阿羅斯等伝承地と神功皇后伝説地がほぼ重なり合うこと、また系譜も繋げて記述されることや、神功皇后伝説にも呪術的な玉が頻出することなどから、出石族の伝承が神功皇后伝説に取り込まれた様子が指摘される。

## 信仰
但馬地方では、上述の出石神社をはじめアメノヒボコに関連する式内社数社の分布が知られる。主なものは次の通り。
| 延喜式 | 延喜式           | 延喜式 | 関連人物名                    | 比定社         | 比定社                 | 比定社                                                                        | 比定社 |
| 郡     | 社名             | 格     | 関連人物名                    | 社名           | 所在地                 | 座標                                                                          |        |
| ------ | ---------------- | ------ | ----------------------------- | -------------- | ---------------------- | ----------------------------------------------------------------------------- | ------ |
| 出石郡 | 伊豆志坐神社八座 | 名神大 |                               | 出石神社       | 兵庫県豊岡市出石町宮内 | 北緯35度28分55.01秒 東経134度52分13.03秒 / 北緯35.4819472度 東経134.8702861度 |        |
| 出石郡 | 御出石神社       | 名神大 |                               | 御出石神社     | 兵庫県豊岡市出石町桐野 | 北緯35度26分55.84秒 東経134度53分49.93秒 / 北緯35.4488444度 東経134.8972028度 |        |
| 出石郡 | 諸杉神社         | 小     | 但馬諸助 （多遅摩母呂須玖）   | 諸杉神社       | 兵庫県豊岡市出石町内町 | 北緯35度27分38.31秒 東経134度52分30.38秒 / 北緯35.4606417度 東経134.8751056度 |        |
| 出石郡 | 日出神社         | 小     | 多遅摩比多訶                  | （論）日出神社 | 兵庫県豊岡市但東町畑山 | 北緯35度29分17.69秒 東経134度59分35.45秒 / 北緯35.4882472度 東経134.9931806度 |        |
| 出石郡 | 日出神社         | 小     | 多遅摩比多訶                  | （論）日出神社 | 兵庫県豊岡市但東町南尾 | 北緯35度27分59.85秒 東経134度56分41.05秒 / 北緯35.4666250度 東経134.9447361度 |        |
| 出石郡 | 須義神社         | 小     | 菅竈由良度美                  | 須義神社       | 兵庫県豊岡市出石町荒木 | 北緯35度27分54.55秒 東経134度50分27.48秒 / 北緯35.4651528度 東経134.8409667度 |        |
| 出石郡 | 中島神社         | 小     |                               | 中嶋神社       | 兵庫県豊岡市三宅       | 北緯35度31分32.51秒 東経134度51分44.98秒 / 北緯35.5256972度 東経134.8624944度 |        |
| 出石郡 | 比遅神社         | 小     | 多遅摩斐泥                    | 比遅神社       | 兵庫県豊岡市但東町口藤 | 北緯35度31分16.03秒 東経135度0分33.41秒 / 北緯35.5211194度 東経135.0092806度  |        |
| 気多郡 | 多麻良伎神社     | 小     | 但馬日楢杵 （多遅摩比那良岐） | 多摩良木神社   | 兵庫県豊岡市日高町猪爪 | 北緯35度29分50.70秒 東経134度45分14.95秒 / 北緯35.4974167度 東経134.7541528度 |        |
| 気多郡 | 葦田神社         | 小     | （アメノヒボコ従者）          | 葦田神社       | 兵庫県豊岡市中郷森下   | 北緯35度29分5.53秒 東経134度49分28.21秒 / 北緯35.4848694度 東経134.8245028度  |        |
| 気多郡 | 鷹貫神社         | 小     | 葛城高額比売                  | 鷹貫神社       | 兵庫県豊岡市日高町竹貫 | 北緯35度29分45.62秒 東経134度47分22.72秒 / 北緯35.4960056度 東経134.7896444度 |        |
| 城崎郡 | 耳井神社         | 小     | 前津耳 （太耳/前津見）        | 耳井神社       | 兵庫県豊岡市宮井       | 北緯35度32分57.55秒 東経134度46分46.34秒 / 北緯35.5493194度 東経134.7795389度 |        |

『出石町史』では、以上のほか城崎郡の海神社も関連社として挙げる。また大永4年（1524年）の「沙門某出石神社修造勧進帳」を始めとする文献には出石神による豊岡盆地・出石盆地の蹴裂伝説が記されており、アメノヒボコないしその奉斎氏族による出石開拓との関連が指摘される。